# He Fucked the Girl Out of Me
He Fucked the Girl Out of Me es un videojuego de 2022 de la desarrolladora independiente Taylor McCue. El videojuego es un título de ficción interactiva que explora las experiencias personales del creador con la identidad transgénero, el trabajo sexual y el trauma a través de Ann, el personaje del jugador, quien es convencida de ingresar al trabajo sexual por su pareja, Sally. McCue afirmó que el juego era semiautobiográfico y trataba de una mezcla de experiencias personales que eran difíciles de traducir en un juego. Tras su lanzamiento, He Fucked the Girl Out of Me recibió elogios y debates por parte de los críticos, que se identificaron con los temas personales del juego y el manejo maduro de su temática. Tras su lanzamiento, el juego recibió el premio a la narración digital en el Festival Internacional de Cine Documental de Ámsterdam en 2022 y fue nominado a un premio Nuovo en el Festival de Juegos Independientes en 2023.

## Jugabilidad
He Fucked the Girl Out of Me es un videojuego de ficción interactivo que narra un conjunto lineal de escenas que representan los recuerdos del personaje del jugador. En algunas etapas, el jugador puede usar el teclado y las teclas direccionales para mover al personaje y avanzar en el diálogo. La elección de mostrar advertencias de activación se analiza al comienzo del juego para identificar temas delicados.

## Desarrollo y lanzamiento
He Fucked the Girl Out of Me fue creado por Taylor McCue, una desarrolladora independiente transgénero radicado en el sur de los Estados Unidos. McCue proporcionó la mayor parte del arte y el código del juego, con arte de apoyo de Kimberly Karlsson y programación de Sopheria Rose. McCue desarrolló el juego para representar sus propias experiencias de ser «comprendido y aceptado como persona», explorando temas relacionados con la salud mental, la identidad transgénero y el trabajo sexual, aunque encontró la experiencia de crear el juego personalmente difícil y confrontativa. El juego fue creado como una viñeta de «pequeños detalles» importantes para McCue, quien pretendía introducir elementos interactivos para que los jugadores pudieran identificarse más con el personaje del jugador en lugar de leer el texto como observadores pasivos o distantes. McCue creó originalmente el juego usando Twine, luego se trasladó a GB Studio, un sistema de creación de juegos para desarrollar juegos en Game Boy.
He Fucked the Girl Out of Me fue lanzado por McCue en itch.io en mayo de 2022. Como GB Studio puede compilar una imagen ROM compatible con Game Boy, el juego recibió un lanzamiento limitado de cartuchos físicos hechos a partir de juegos piratas de Game Boy reutilizados vendidos por el desarrollador en el Festival de Artes del Cómic de Toronto en abril de 2023. En junio de 2023, McCue incluyó el juego en un paquete de juegos queer coordinado por McCue y Nilson Carroll en la plataforma itch.io, junto con otros juegos destinados a apoyar a los desarrolladores queer independientes. En julio de 2023 se realizó un relanzamiento digital en Steam.

## Recepción
Sisi Jiang de Kotaku describió el juego como un juego que trata de «todas las formas en las que la sociedad estadounidense falla a sus más vulnerables», y lo encontró «aterrador debido a su mundanidad». Smangaliso Simelane de Destructoid consideró que la narrativa del juego era «profundamente personal» e «incómodamente invasiva», encontrando su «libertad para abordar temas y expresar puntos de vista rara vez cuestionados por la corriente principal», incluido el trabajo sexual, la vergüenza y el trauma. Zoey Handley, que también escribe para Destructoid, consideró que el juego era «importante y difícil de hablar», y señaló que, si bien era confrontativo para el autor, podría ayudar al jugador a comprender el trauma, y elogió la perspectiva sin prejuicios del juego sobre sus temas. Al describir el juego como uno de los mejores juegos independientes de 2023, y «uno de los mayores argumentos sobre el valor y el potencial del medio», Willa Rowe de Inverse encontró que el juego era emocionalmente resonante, centrándose en su tratamiento «inolvidable» e «implacable» de su tema. Al hablar sobre juegos que exploran el trauma para Game Developer, la desarrolladora independiente Nathalie Lawhead afirmó que He Fucked the Girl Out of Me era «icónicamente desafiante» y «habla del poder de la vulnerabilidad» a pesar de su simplicidad. Andrew King de TheGamer también consideró que el juego tenía un «estilo gráfico mínimo», pero utilizó su estilo artístico para «contar una historia emocionalmente cruda y absorbente», expresando que las personas que habían enfrentado experiencias similares se identificarían con la historia de Ann.

### Reconocimientos
He Fucked the Girl Out of Me fue nominado a un premio Nuovo en el Festival de Juegos Independientes de 2023. El juego apareció en el Festival Internacional de Cine Documental de Ámsterdam 2022, donde recibió el premio DFA DocLab de narración digital y fue evaluado como «un enfoque único para transmitir una historia personal complicada en los propios términos del artista». El juego también recibió el premio del jurado en el Melbourne Queer Games Festival de 2022, y una nominación para el premio Narrative Spotlight en el IndieCade Festival de 2023.